# 巴拉茲登湖
56°05′52″N 30°10′38″E / 56.09778°N 30.17722°E
巴拉茲登湖（俄语：Балаздынь），是俄羅斯的湖泊，位於該國西北部，由普斯科夫州負責管轄，處於涅韋爾區，面積1.8平方公里，集水區面積463.4平方公里，平均水深2.5米，最大水深4.5米。